# دان بارتليت
دان بارتليت (بالإنجليزية: Dan Bartlett)‏ هو شخصية أعمال أمريكي، ولد في 1 يونيو 1971 في وكغن في الولايات المتحدة.

## وصلات خارجية
- دان بارتليت على موقع إن إن دي بي (الإنجليزية)